# Gun och Olof Engqvists stipendium
Gun och Olof Engqvists stipendium är ett svenskt stipendium som utdelas av Svenska Akademien och som utgår ur en fond som överlämnades till Akademien 1975 av förre hovrättslagmannen Olof Engqvist och hans maka Gun, född Dalén. Syftet med stipendiet är att ”stödja litterär verksamhet inbegripet kulturjournalistik”. Stipendiebeloppet är på 160 000 svenska kronor.

## Pristagare
- 1977 – Stig Claesson
- 1978 – Kjell Espmark
- 1979 – Stig Ahlgren
- 1980 – Torsten Ekbom
- 1981 – Göran Printz-Påhlson
- 1982 – Bengt Holmqvist
- 1983 – Bo Grandien
- 1984 – Erik Beckman, Hjalmar Sundén
- 1985 – Hans Björkegren, Ebbe Linde
- 1986 – Stig Strömholm, Per Wästberg
- 1987 – Horace Engdahl, Björn Nilsson, Anna Westberg
- 1988 – Harry Järv, Ulf Eriksson[förtydliga] , Otto Mannheimer
- 1989 – Margareta Ekström, Kjell Johansson, Sven Stolpe
- 1990 – Lars Andersson, Bernt Erikson, Lasse Söderberg
- 1991 – P.O. Enquist
- 1992 – Göran Tunström
- 1993 – Erik Beckman
- 1994 – Carl-Henning Wijkmark
- 1995 – Mats Gellerfelt
- 1996 – Eva Ström
- 1997 – Elisabeth Rynell
- 1998 – Nathan Shachar
- 1999 – Gunnar D. Hansson
- 2000 – Bengt Anderberg
- 2001 – Göran Rosenberg
- 2002 – P.C. Jersild
- 2003 – Folke Isaksson
- 2004 – Curt Bladh
- 2005 – Leif Zern
- 2006 – Magnus Eriksson
- 2007 – Nina Burton
- 2008 – Carl Otto Werkelid
- 2009 – Mikael van Reis
- 2010 – Åke Lundqvist
- 2011 – Ulrika Wallenström
- 2012 – Göran Rosenberg
- 2013 – Torbjörn Elensky
- 2014 – Jan Olov Ullén
- 2015 – Per Landin
- 2016 – Carl Erland Andersson
- 2017 – Nathan Shachar
- 2018 – Anita Goldman
- 2019 – Bengt Berg[2]
- 2020 – Henrik Berggren[3]
- 2021 – Sigrid Combüchen[4]
- 2022 – Mikael Nydahl[5]
- 2023 – Lars Hermansson[6]
- 2024 – Maja Hagerman[7]

### Fotnoter
1. ↑  ”Gun och Olof Engqvists stipendium”. Svenska Akademien. Arkiverad från originalet den 18 november 2011. https://web.archive.org/web/20111118212245/http://www.svenskaakademien.se/information/pressinformation/2011/gun-och-olof-engqvists-stipendium. Läst 28 maj 2012.
2. ↑  ”Gun och Olof Engqvists stipendium | Svenska Akademien”. www.svenskaakademien.se. https://www.svenskaakademien.se/press/gun-och-olof-engqvists-stipendium-12. Läst 4 november 2019.
3. ↑  ”Högtidssammankomst 2020 | Svenska Akademien”. www.svenskaakademien.se. https://www.svenskaakademien.se/akademien/sammankomster/hogtidssammankomsten/hogtidssammankomst-2020. Läst 21 december 2021.
4. ↑  ”Högtidssammankomst 2021 | Svenska Akademien”. www.svenskaakademien.se. https://www.svenskaakademien.se/akademien/sammankomster/hogtidssammankomsten/hogtidssammankomst-2021. Läst 21 december 2021.
5. ↑  Svenska Akademien (5 maj 2022). ”Gun och Olof Engqvists stipendium”. Pressmeddelande.  Läst 26 maj 2022.
6. ↑  ”Högtidssammankomst 2023 | Svenska Akademien”. www.svenskaakademien.se. https://www.svenskaakademien.se/svenska-akademien/sammankomster/hogtidssammankomsten/2023. Läst 30 december 2023.
7. ↑  ”Gun och Olof Enqvists stipendium”. www.svenskaakademien.se. https://www.svenskaakademien.se/press/gun-och-olof-enqvists-stipendium-2024. Läst 14 december 2024.